# Flamborough Head
Flamborough Head, è una band progressive rock nata nel 1990 nei Paesi Bassi.

## Discografia
Album studio
- 1994: Bridge to the Promised Land
- 1998: Unspoken Whisper
- 2000: Defining the Legacy
- 2001: Bridge to the Promised Land (ristampa)
- 2002: One for the Crow
- 2005: Tales of Imperfection
- 2009: Looking for John Maddock
- 2013: Lost in time
- 2022: Jumping The Milestone

Album live
- 2008: Live in Budapest